# Presó de Gandesa
La Presó de Gandesa és un edifici del municipi de Gandesa (Terra Alta) declarat bé cultural d'interès nacional. L'avui anomenada presó de Gandesa és un edifici d'origen medieval que rep el nom de l'última de les funcions per a les quals ha estat utilitzat

## Descripció
Situada dins el nucli antic de la població, la façana més antiga dona al carrer del Castell. Hom creu que en principi era el palau dels receptors de l'orde Santjoanista, que controlava la vila després del 1319 en què foren expropiats els béns dels Templers, senyors del lloc des de la reconquesta. La hipòtesi què el seu emplaçament pugui correspondre al de l'antic castell de la vila, bastit pels templers i ampliat posteriorment pels Santjoanistas, no es pot comprovar ara com ara. Hom pensa que aquest se situava en el mateix carrer però més a prop de la Plaça de l'Església.
És probable que el casal hagi estat destinat des de sempre a funcions de tipus municipal. En els segles XV-XVI era conegut com a "Casa del Delme", i la tradició recull també referint-se a ell el nom de "La Quarantena", ja que era el lloc on hom aplegava els tributs imposats per a ajudar a l'obra de l'església parroquial - corresponents a la quarantena part dels fruits.
L'edifici és de planta rectangular i s'obre a dos carrers. La part més antiga, abocada al carrer del Castell, data dels segles XIII-XIV. A la façana, l'estructura original es presenta molt alterada. Bastida amb carreus de pedra que perden qualitat a mesura que augmenta l'altura, hom hi pot apreciar restes d'arcades medievals ben dovellades, malgrat restar tapiades actualment la porta i part de les finestres. Comunicava antigament el carrer amb la gran sala gòtica interior, en la qual destaquen tres grans arcs diafragma apuntats, fets amb gruixuts carreus de pedra, que creuen transversalment l'edifici de mitgera a mitgera, i que sostenen el sostre.
Sobre el nivell medieval es va bastir posteriorment dos pisos, amb sortida a un carrer paral·lel al del Castell però situat a un nivell més elevat. Això determinà la construcció d'una nova façana, centrada per una porta en forma d'aracada de mig punt dovellada, que esdevingué principal quan es va tapiar la primitiva, probablement en convertir l'edifici en presó el 1841. Aquesta reforma suposà la conversió de la sala gòtica en un semisoterrani, que s'utilitzaria com a calabós, i que comunica amb el primer pis mitjançant una estreta escala tancada per dues portes blindades i forrellats reforçats
L'edifici, en especial la part més moderna, està sotmès a un procés de degradació en alguns punts, com la teulada i darrer pis, irreversible.